# Escelionídeos
Escelionídeos (Scelionidae) é uma família de vespas bem pequenas (com menos de 2 mm de comprimento) e pretas da ordem Hymenoptera. Inclui algumas espécies importantes como agentes de controle biológico de pragas, por conta de seus hábitos parasitoides sobre ovos de outros insetos. Morfologicamente, são muito semelhantes às vespas da família Platygastridae, que alguns autores interpreta como sendo correspondente. Mais detalhadamente, possuem finas antenas clavadas partindo de perto das peças bucais, geralmente com 11-12 segmentos, com abdômen fortemente achatado, de arestas pronunciadas. As asas possuem venação reduzida como nos Chalcidoidea, e as asas posteriores não possuem um lobo jugal.
No Brasil, existem hoje 177 espécies registradas, pertencentes a 33 gêneros.